# Вся Россия (энциклопедия)
«Вся Россия. Города и населённые пункты» — энциклопедия в двух томах на русском языке о населённых пунктах и регионах Российской Федерации. Первый том «Города и населённые пункты» вышел в 2001 году, второй — «Регионы» — в 2002 году.

## История
Энциклопедия готовилась в 1998—2000 годах и первый том «Города и населённые пункты» вышел в 2001 году. Второй том «Регионы» вышел в 2002 году.
В июне 2018 года энциклопедия перешла на лицензию Creative Commons Attribution-ShareAlike, став первой в России бумажной энциклопедией под свободной лицензией.

## Объём и содержание издания

### Том 1. Города и населённые пункты
Том энциклопедии содержит статьи о 1448 населённых пунктах России, включая статьи о:
- 1051 городах;
- 366 посёлках;
- 25 сёлах;
- 5 станицах;
- 1 слободе (Большой Мартыновке).

Каждая статья содержит описание истории населённого пункта, даты его возникновения, его расположения, численности населения, даётся информация об органах и структуре власти, предприятиях и выпускаемой ими продукции, учреждениях культуры, науки и образования.

### Том 2. Регионы
Том содержит 89 статей, посвящённых всем субъектам Российской Федерации: 21 республике, 6 краям, 49 областям, 11 автономным округам, городам Москва и Санкт-Петербург.
Все статьи подготовлены по единому принципу и состоят из следующих тематических блоков:
- административно-территориальная структура региона, его национальный состав, органы законодательной власти, социальная инфраструктура;
- географическое положение региона, его климат, полезные ископаемые, растительный и животный мир;
- историческая справка;
- экономический потенциал региона и направления развития экономики, характеристика отраслей промышленности, сельского хозяйства, строительного комплекса и транспорта;
- культура, наука, образование, туризм, отдых;
- межрегиональные и между народные связи региона.

## Редакционный совет
- А. В. Рябинин (председатель)
- А. Н. Ананьев, А. К. Кулагин, М. И. Лычагин, О. В. Петров, А. А. Пивоваров, В. Т. Понизов, П. Б. Пыренков, Л. А. Рязанова, А. Ф. Самохвалов, В. В. Усов, А. К. Ушаков, В. Н. Фридлянов, С. Н. Хурсевич, А. В. Шаронов, В. А. Январёв.